# سفیر (فیلم ۲۰۱۱)
«سفیر» (انگلیسی: The Ambassador (2011 film)) فیلمی در ژانر مستند است که در سال ۲۰۱۱ منتشر شد.